# Старое здание Оружейной палаты
Ста́рое зда́ние Оруже́йной пала́ты (Кремлёвские казармы) — несохранившееся здание на территории Московского Кремля, возведённое в 1806 году по проекту архитектора Ивана Еготова для размещения коллекции Оружейной палаты.
В 1851 году перестроено под казарму для личного состава Особого московского отряда. Здание снесено в 1959 году при расчистке места для строительства Дворца съездов.

## История

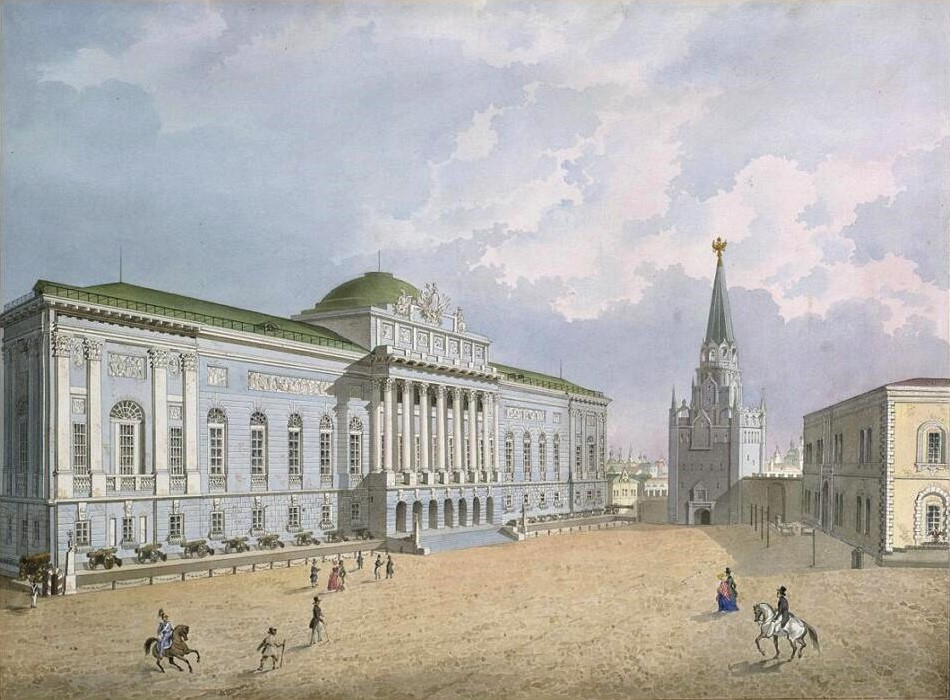
Акварель «Старое здание Оружейной палаты», сер.XIX века

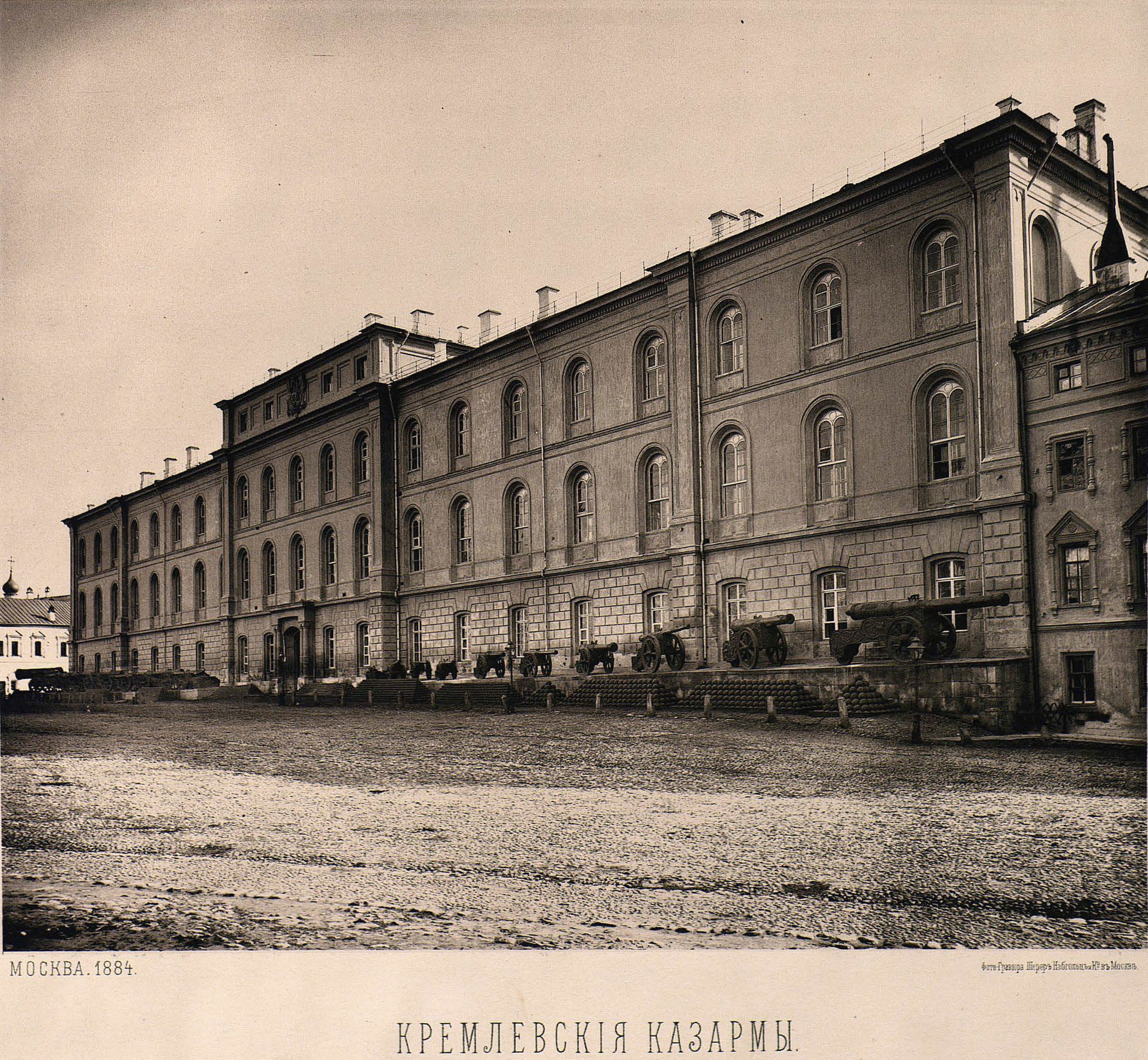
Кремлёвские казармы, 1884 год

### Основание
В 1806 году император Александр I подписал указ «О правилах управления и сохранения в порядке и целости находящихся в Мастерской и Оружейной палате ценностей», продолжающий начатое Петром I оформление царских сокровищ в музей. В этот же год началось возведение здания Оружейной палаты в Московском Кремле. Строительство завершилось к 1809-му, однако отделка была готова только к 1812 году, когда с началом Отечественной войны экспозицию эвакуировали из Москвы. Здание Оружейной палаты было повреждено во время пребывания в Кремле армии Наполеона. Первая постоянная выставка открылась в палате в 1813—1814 годах под руководством Николая Борисовича Юсупова и была доступна только представителям дворянства и купечества.
На первый этаж здания можно было попасть через сени, украшенные тридцатью колоннами белого мрамора. В помещениях находился архив, сформированный из дел старинных дворцовых приказов и фондохранилища. На втором этаже располагался основной зал экспозиции, начинавшейся с Коронного зала, где выставлялись государственные регалии, в том числе шапка Мономаха. В отдельном помещении были представлены посольские дары России, сгрупированные по государствам. Оставшиеся два зала посвящались коллекции оружия: трофейным знамёнам и комплектам вооружения народов России.

### Казармы
К 1820 году выявился ряд недостатков здания. Отсутствие системы обогрева создавало условия, враждебные для сохранности экспонатов. Современники вспоминали:
Несмотря на просторные помещения Оружейной Палаты, здание было построено без каменных сводов, и потому без печей, из опасения пожара, не заключало удобств для хранения и осмотра вещей, особенно во время осени, зимы и весны. Постоянная сырость, стесненная внутри необитаемой и затворенной палаты, была гибельна для самого здания, которое оказывало признаки разрушения, а главное, для вещей, подверженных тлению.
Был поднят вопрос о переносе экспозиции в другие помещения. К 1851 году музейные фонды перевели в новое здание, возведённое на месте Конюшенного приказа по проекту архитектора Константина Тона. По его же проекту при участии архитектора Николая Чичагова постройка Еготова была реконструирована под казарму кремлёвской части. Купол, скульптурный декор фасада и колоннады были демонтированы, а бывший высокий зал экспозиции — разделён на две части.
После Октябрьской революции в здании кремлёвских казарм находилось общежитие латышских стрелков и сотрудников СНК СССР, а также квартиры партийных работников.

### Снос
В 1959 году здание снесли для постройки на его месте Кремлёвского дворца съездов по проекту Михаила Посохина.
Большую часть пушек, стоявших у Оружейной палаты с 1843 года, перенесли к южной стороне Арсенала, а Царь-пушку установили на Ивановской площади. Старое здание Оружейной палаты стало последним памятником архитектуры на территории Московского Кремля, разрушенным в годы советской власти.

## Архитектура
Двухэтажное здание с куполом в стиле высокого классицизма ограничивало Сенатскую площадь с южной стороны, тем самым формируя пространство около Троицких ворот. В центре фасада были помещены скульптуры исторических деятелей: участников Куликовской битвы — монахов Троице-Сергиевой лавры Пересвета и Осляби, а также атамана Ермака, освободителей Москвы от польско-литовской оккупации Кузьмы Минина и Дмитрия Пожарского и других. Вдоль фасада находились барельефы с изображениями исторических событий: выбор вероисповедания князем Владимиром, борьба с монголо-татарами, выход России к южным и северным морям.